# Luca Calvani
Luca Calvani (ur. 7 sierpnia 1974 w Prato) – włoski aktor telewizyjny, teatralny i filmowy.

## Wybrana filmografia

### Filmy
- 2000: Al momento giusto jako Brad Klein[3]
- 2000: On, ona i on (Le fate ignoranti) jako Sandro[3]
- 2009: The International jako Enzo Calvini[3]
- 2010: Pewnego razu w Rzymie (When in Rome) jako Umberto[4]
- 2012: Zakochani w Rzymie (To Rome With Love ) jako dziennikarz przy Movie Premiere[3]
- 2015: Kryptonim U.N.C.L.E. (The Man from U.N.C.L.E.) jako Alexander Vinciguerra[4]

### Seriale TV
- 2001: As the World Turns jako Dante Grimaldi[5]
- 2001: Seks w wielkim mieście jako asystent Oscara
- 2007: Un posto al sole[5]
- 2009: Don Matteo jako Andrea[5]
- 2012–2013: Moda na sukces (The Bold and the Beautiful) jako ks. Fontana[5]